# Omega (Band)
Omega war eine Rockband aus Ungarn, die 1962 gegründet wurde. Drei der fünf Musiker der letzten Besetzung spielten von 1971 bis 2020 zusammen. Das musikalische Spektrum der Band reicht von Beat über Hardrock und Progressive Rock bis zu New Wave.

## Name
Omega ist der letzte Buchstabe des griechischen Alphabets. Das große Omega wurde das Symbol der Band.

## Geschichte
Die Band Omega ging 1962 aus zwei Schülerbands verschiedener Schulen in Budapest hervor und hatte im selben Jahr ihren ersten offiziellen Auftritt. Der Name „Omega“ wurde ihnen vom Veranstalter gegeben. Nach einigen Umbesetzungen veröffentlichte die Band 1966 ihre erste Single – eine Coverversion von Paint It Black. Es folgten weitere Singles, alle mit Stücken aus westlichen Ländern.
1968 erreichte die Band ihre Stammbesetzung für die ersten drei bis vier LPs:
- László Benkő (* 12. Juni 1943; † 18. November 2020) (Gründungsmitglied) – Trompete, Flöte, Gesang
- János Kóbor (* 17. Mai 1943; † 6. Dezember 2021) (Gründungsmitglied) – Gesang
- Gábor Presser (* 27. Mai 1948) – Keyboard, Gesang
- Tamás Mihály (* 24. September 1947; † 21. November 2020) – Bass
- György Molnár (* 12. September 1949) – Gitarre
- József Laux (* 8. Mai 1943; † 6. August 2016) (Gründungsmitglied) – Schlagzeug, Perkussion

Die Texte schrieb die Studentin und József Laux’ spätere Frau Anna Adamis. Die Kompositionen stammten vorwiegend von Gábor Presser.
Im selben Jahr entdeckte der Manager einer anderen Band Omega während eines Konzerts. Er verhalf ihnen zu einer England-Tour und einem Plattenvertrag beim Londoner Label Decca Records, das ihnen den Namen „Omega Red Star“ gab. Nach drei Aufnahmetagen in London musste Kóbor zurück nach Budapest und das Album wurde mit den Lead-Vocals von Mihály mit dem Titel Omega Red Star From Hungary halbfertig veröffentlicht. Obwohl noch Material für ein zweites Album dagewesen wäre, musste die Band aus politischen Gründen zurück in die Heimat.
Nach dem England-Erfolg erscheint die erste LP beim Hungaroton-Label – Trombitás Frédi és a rettenetes emberek (deutsch: Trompeter Fredi und die schrecklichen Menschen). Das Album erreichte 100.000 verkaufte Exemplare. Seine Stücke sind in der Tradition der Rolling Stones, Beatles und Kinks stehende Lieder, die Einflüsse ungarischer Volksmusik zeigen und abwechslungsreich instrumentiert sind (Streicher, Flöte, Sitar, Trompete).
1969 folgte das Album 10.000 lépés (10.000 Schritte), das ein großer Erfolg wurde und mit einem aufwendig gestalteten Cover ausgestattet war. Das Titelstück war eine bedrohlich klingende Sechs-Minuten-Nummer mit Bläserparts und einer entfesselt solierenden, verzerrten Gitarre (wie sie The Gun im Jahr zuvor verwendet hatten). Hier deuten sich bereits musikalische Entwicklungen an, die auf den folgenden Platten stattfinden. Später verwendeten andere Künstler die zweite überlange Nummer des Albums, die Ballade Gyöngyhajú lány (deutsch als Perlen im Haar) für Coverversionen – darunter Frank Schöbel, die Scorpions für White Dove
und Kanye West für New Slaves. Ein psychedelisches, rein instrumentales Stück Kérgeskezű favágók ist über acht Minuten lang und enthielt ein ausgedehntes Schlagzeugsolo.
1969 spielte die Band auch das erste Mal im Budapester Kisstadion. In den meisten Folgejahren gab die Band dort ebenfalls Konzerte. 1970 tourte Omega quer durch Europa, darunter auch durch Finnland, Frankreich, Jugoslawien und Spanien, wo sie beim „Barbarella-Festival“ mit Gyöngyhajú lány Preise gewann.
Das dritte Album, Éjszakai országút (deutsch: Nächtliche Landstraße), wurde ebenfalls in diesem Jahr veröffentlicht und wieder mit einem grafisch ansprechenden Klapp-Cover ausgestattet. Die Platte steigerte den musikalischen Härtegrad vor allem durch die aggressiv gespielte Elektrogitarre deutlich, obwohl nun neben Trompeten (Ahol a boldogságot osztották!) sogar Harfen (Oh, jöjj!), Mundharmonika (Vészkijárat) und Celli (Maradj velem) zu hören waren. Utcán, a téren wurde mit seinem auf dem Klavier statt der E-Gitarre gespielten Riff ein Hit, in der DDR als deutsche Fassung (Sie ruft alle Tage herbei). Auch dieses Album enthält eine (ausgeblendete) Ballade im Sechs-Minuten-Format (Utazás a szürke folyón).
Im folgenden Jahr verließen Gábor Presser und József Laux die Band und gründeten Locomotiv GT. Auch Anna Adamis textete fortan für die neue Band. Omega schien nach dem Verlust des Hauptkomponisten samt der Texterin vor dem Aus zu stehen, aber in einer Art Trotzreaktion schrieben nun alle Mitglieder der Band neue Stücke. Man fand mit Péter Sülyi einen neuen Texter und kam durch den Schlagzeuger Ferenc Debreceni, den man bei Neoton abgeworben hatte und der sich später Debreczeni nannte, zu der bis in die 2010er Jahre bestehenden Besetzung, die durch wenige Musiker ergänzt wurde:
- János Mecky Kóbor (†) – Gesang
- Tamás Misi Mihály (†) – Bass, Gitarre, Gesang
- Ferenc Ciki Debreceni – Schlagzeug
- György Elefánt Molnár – Gitarre
- László Laci Benkő (†) – Keyboard, Gesang

Bei Hungaroton wurde das neue Label Pepita eingerichtet, um sich mit Rock- und Pop-Musik vom klassikorientierten Qualiton-Label zu unterscheiden. Auch Omega produzierte unter Pepita.
1972 nahm Omega das Album 200 évvel az utolsó háború után (deutsch: 200 Jahre nach dem letzten Krieg) auf, aber es wurde kurz danach zensiert – zum einen, weil der Albumtitel der ungarischen Regierung nicht ins Konzept passte, zum anderen, weil sich ein Hungaroton-Produzent vom Song Szex apó (deutsch: Sex-Onkelchen) beleidigt fühlte. Erst 1998 erschien eine digital überarbeitete Version des Albums in der Form, wie es ursprünglich geplant gewesen war.
Trotzdem wurde 1972 ein Album veröffentlicht, nämlich Élő Omega (deutsch: Omega Live bzw. Omega am Leben), in einer Aluminium-Hülle verpackt, ein Unikat unter den osteuropäischen Veröffentlichungen jener Zeit. Elő Omega war ein Pseudo-Live-Album, das während einer Tournee mit einfachen Mitteln aufgenommen und mit Applaus nachträglich gemischt wurde. Außerdem wollten Omega zeigen, dass sie trotz des Verlustes von Presser und Laux nicht aufgaben – daher der Ausdruck „Leben“. In dem Stück Hűtlen barátok setzten sie sich mit dem Verlust der beiden Bandmitglieder auseinander (deutsch: „Untreue Freunde“).
In diesem Jahr kamen auch wieder zahlreiche Auftritte im Ausland, darunter auch in der DDR hinzu, wo auch eine LP-Kompilation Omega mit Songs vom ersten und dritten Album auf dem Plattenlabel Amiga erschien. Im folgenden Jahr entdeckte der westdeutsche Produzent Peter Hauke die Band und verschaffte ihnen einen Vertrag bei seinem Bacillus-Bellaphon-Label für drei Jahre und drei Alben.
Das Album Omega 5 erschien 1973, und es war das letzte Album im Klapp-Cover. Auch dieses Album wurde 1998 digital remastered veröffentlicht unter dem Titel Szvit (deutsch: Suite). Die titelgebende Suite füllt eine komplette LP-Seite und ist ein Progressive-Rock-Stück mit klassischem Orchester. Seite 2 der Platte bietet eine weitere, von der Hammond-Orgel getragene Ballade (Én elmegyek) neben rockigen Nummern. Darunter finden sich neben einem aggressiven Stück, das mit seinem Gitarre-Orgel-Unisono an Deep Purple erinnert (A Jövendőmondó), auch die ersten Vorzeichen der nächsten stilistischen Veränderung, weg vom gitarrenzentrierten Rock hin zum Space Rock, wenn in Búcsúztató der Synthesizer übernimmt.
Aufgrund der englischsprachigen Veröffentlichungen im Laufe der 1970er Jahre wurde Omega zu einer der beliebtesten Ost-Bands im Westen. Bis einschließlich 1975 folgten drei weitere englischsprachige Alben – 200 Years After the Last War, Omega III sowie The Hall of Floaters in the Sky. Diese Veröffentlichungen sind nicht einfach englische Versionen der ungarischen Originale, sondern wurden jeweils neu zusammengestellt und teilweise neu aufgenommen. 200 Years After the Last War beispielsweise enthält nur zwei Stücke von Elö Omega, dazu eine englische Version von Nem tudom a neved und eine komplett neu arrangierte und neu eingespielte Fassung der Suite – ohne das Orchester, dessen Parts von Mellotron und Synthesizer übernommen wurden. Diese Version wurde erst 2022 auf CD veröffentlicht, in einer Box zusammen mit The Hall of Floaters in the Sky.
Die sechste ungarischsprachige LP erschien unter dem Titel Nem tudom a neved – Omega 6 (deutsch: Ich kenne deinen Namen nicht) und bietet auf der CD-Version einen Bonustrack. Die Platte ist deutlich keyboard-orientierter und führt musikalisch den Weg fort, den Búcsúztató angedeutet hatte. Die 1998er Digitally-Remastered-Version heißt Tűzvihar – Stormy Fire (deutsch: Feuersturm) und enthält englischsprachige Bonustracks. Das titelgebende Stück war in einer früheren Version (mit Trompeten statt Synthesizern) bereits auf 10.000 lépés zu hören.
1976 verlängerte Bellaphon den Vertrag, und die Band hatte nun die Möglichkeit, in einem anderen Studio technisch fortschrittlichere Ausrüstung für das Album Time Robber zu verwenden. Diese LP ist die erste 1:1-Version eines ungarischsprachigen Albums, nämlich Időrabló – Omega 7 (deutsch: Zeiträuber). Time Robber erschien sogar, bevor das Original veröffentlicht wurde. Időrabló wird von den massiven Klangteppichen aus Benkős Arsenal von Synthesizern getragen, insbesondere in dem fast viertelstündigen, auf drei Sätze aufgeteilten Titelstück.
In den zwei folgenden Jahren erschienen die Alben Skyrover und Gammapolis, die erneut die ungarischen Originale nach sich zogen – Csillagok útján – Omega 8 (Sternenweg, 1978) und Gammapolis – Omega 9 (1979). 1979 wurde die erste echte Live-Doppel-LP veröffentlicht – Élő Omega – Kisstadion ’79, parallel dazu die Bellaphon-Version mit größtenteils englischem, nachträglich dazugemischtem Gesang. 1980 unternahm Omega mit Beatrice und Locomotiv GT (LGT) eine ausgedehnte Ungarntournee. Der Höhepunkt der Konzerte war Gyöngyhajú lány – von Omega und LGT zusammen gespielt.
Der Bellaphon-Vertrag lief aus, und der deutsche Musikproduzent Frank Farian verschaffte der Band einen Vertrag mit dem WEA-Label für das Album Working, das auch 1981, jedoch mit neuen Aufnahmen fast identisch als Az arc – Omega X (deutsch: Das Gesicht) in Ungarn erschien. Der Produzent Peter Hauke versuchte, die Band mehr zu synthetischen Klängen zu bringen. Da sich Omega aber nicht damit identifizieren konnte, erschienen die folgenden Alben nicht mehr auf Englisch.
Zum 20-jährigen Bestehen der Band gab es 1983 ein Doppel-Live-Album Jubileumi Koncert (deutsch: Jubiläumskonzert). Bis 1987 erschienen noch drei weitere Alben – Omega XI (1982), A Föld árnyékos oldalán – Omega 12 (deutsch: Auf der Schattenseite der Erde, 1986) und Babylon (1987), die trotz des Ausstiegs bei Bellaphon vordergründig synthesizer- und nicht mehr so gitarrenorientiert sind. 1987 fanden zwei Jubiläumskonzerte im Kisstadion statt, diesmal anlässlich des 25-jährigen Jubiläums. Mit dabei waren auch Gábor Presser und József Laux. Den Konzerten folgte ein Video – Jubileumi Koncert, nicht zu verwechseln mit der Doppel-LP. 1989 kam der Gitarrist Tamás Szekeres neu in die Band.
1992 wurde damit begonnen, den gesamten ungarischen Backkatalog, also die 13 Studioalben, neu auf CD zu veröffentlichen. 1994 fand ein Konzert im Népstadion (Volksstadion) bei strömendem Regen vor 70.000 Zuschauern statt. Auch diesmal wirkten wieder Gastmusiker aus der alten Besetzung sowie Klaus Meine und Rudolf Schenker von den Scorpions mit. Das Konzert wurde von Omega vorfinanziert und deckte seine Kosten erst durch die Vermarktung der Videos und CDs des Konzerts (später auch auf DVD erschienen).
1995 erschien das erste Studioalbum nach Babylon mit dem Titel Trans and Dance. Eine Auswahl der Songs von diesem Album erschien mit englischsprachigen Gesang auf dem Album Transcendent ein Jahr später. 1997 brachte das deutsche Label Barbarossa Das deutsche Album mit allen deutschsprachigen Aufnahmen aus der Frühphase heraus, obwohl Omega weder um Erlaubnis gefragt noch mit an den Einnahmen beteiligt wurde (die Aufnahmen stammten vom DDR-Rundfunk). Daraufhin wurde die Produktion gestoppt (und die CD zum Sammlerstück). 1998 erschien das Album Egy életre szól – Omega XV (deutsch: Das ist für ein Leben) und im selben Jahr wurden alle Omega-Musiker für das musikalische Werk der Band mit dem ungarischen Nationalpreis ausgezeichnet.
1999 ging die Gruppe als „Omega Rt.“ mit 20.000.000 Forint (rund 80.000 US-Dollar) an die Börse. Ein weiteres Konzert im Népstadion wurde für Mai geplant, jedoch wegen des Kosovo-Krieges auf September verschoben. Hier wurde auch das 20-minütige Stück Szvit von 1973 zum ersten Mal live gespielt – sogar mit Sinfonie-Orchester. Jeder Eintrittskarte lag ein Gutschein für eine Aktie bei. Außerdem erschienen Doppel-CD, Doppel-Video und DVD dieses Konzerts. Weiterhin eröffnete Omega den kleinen regionalen Fernsehsender Omega TV.
2000 spielten Omega, Metro und Illés im Népstadion, zum Schluss alle drei Bands zusammen. Die Einnahmen waren dem Wiederaufbau der Sporthalle vorbehalten. 2004 war die Band wieder zu mehreren Konzerten in Ungarn unterwegs. 2005 gab es ein Open-Air-Konzert in Landsberg bei Halle während der Europa-Tour 2005. 2006 folgte eine weitere Europatournee mit Konzerten unter anderem in Ungarn, Deutschland, Tschechien, Polen, Russland und der Schweiz. Im Jahr 2006 wurde das Album Égi jel – Omega XVI veröffentlicht, das mit einer DVD erschien. Im August 2007 führte Omega ihre Jubiläumsshow auf den Dresdner Filmnächten am Elbufer auf. Ab 2010 wechselte sich Katy Zee mit Tamás Mihály ab oder stand mit ihm gemeinsam auf der Bühne. Zuletzt trat Mihály gar nicht mehr auf, ebenso wie Molnár, dessen Gitarrenparts Tamás Szekeres übernahm. Molnàr trat indes beim Debüt der Tüzivàr-Tour in Szeged (9. Februar 2019) wieder mit Omega auf.

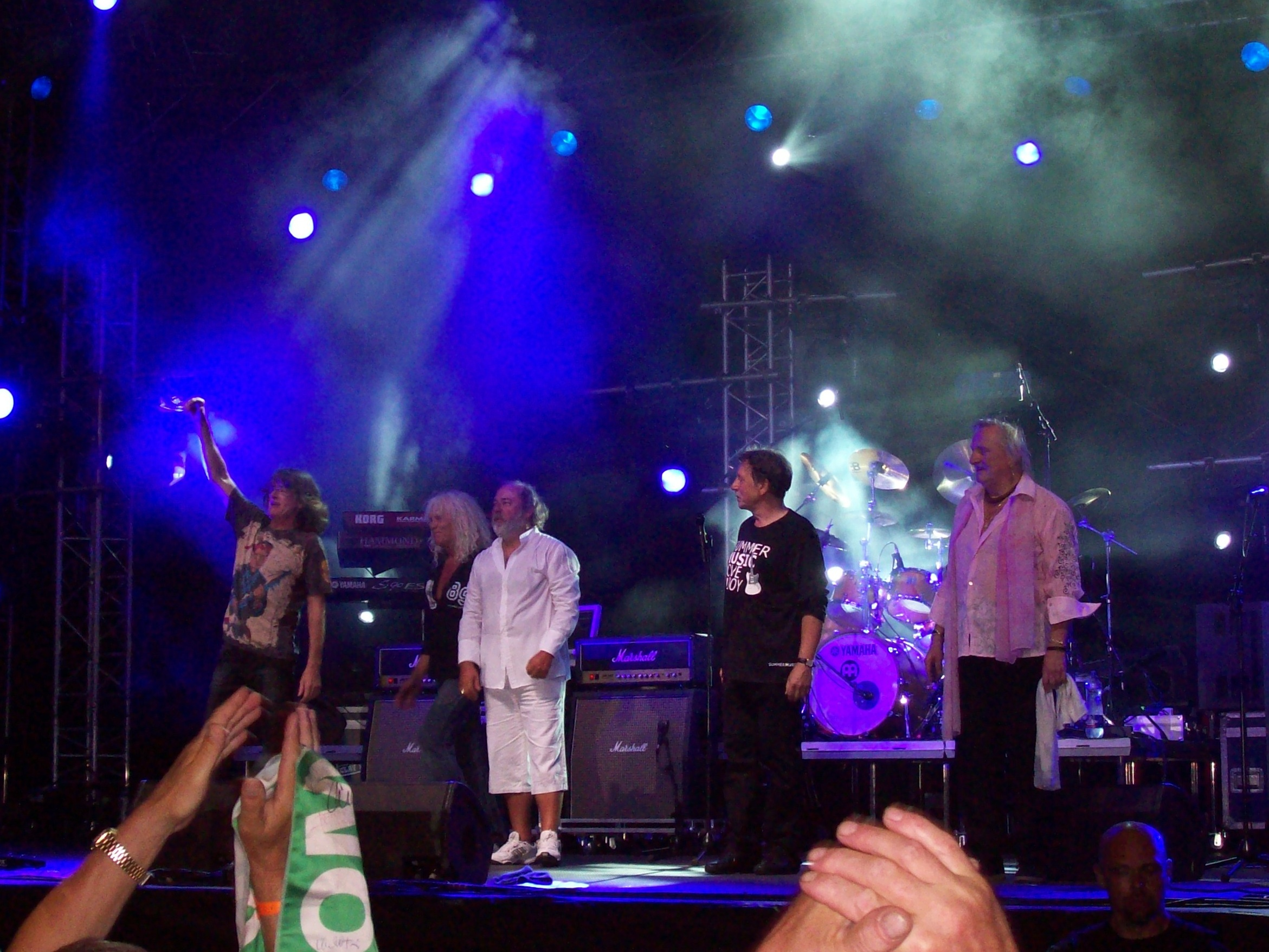
Omega (2010)

In Vorbereitung des 50. Bandjubiläums im Jahr 2012 plante die Band die Herausgabe einer CD-Trilogie. Als Auftakt erschien im Oktober 2010 das Album Omega Rhapsody. Laut Sänger János Kóbor ist das älteste Stück der neu eingespielten CD fast 40 Jahre alt. Alle Songs wurden mit großem Sinfonieorchester arrangiert, so dass man laut Kóbor die unterschiedliche Entstehungszeiten nicht unterscheiden kann. Das Material wurde nicht nach Hit-Erfolgen ausgesucht und vereint hauptsächlich Stücke aus der Space-Rock-Phase der Band.
Als Gastmusiker treten gelegentlich die Keyboarder Albert Földi oder Zsolt Gömöry auf.
Sänger János Kóbor, der drei Wochen zuvor ungeimpft an COVID-19 erkrankt und später ins Koma gefallen war, starb Anfang Dezember 2021 in Budapest im Alter von 78 Jahren an den Folgen der Virusinfektion.
Der Manager der Band kündigte daraufhin an, dass die Mitglieder nicht mehr unter dem Namen Omega auftreten werden.
Als Abschluss der 60-jährigen Bandgeschichte und zum Gedenken an die verstorbenen Bandmitglieder traten auf einem dreitägigen Festival vom 12. bis 14. August 2022 in Őriszentpéter die verbliebenen Musiker zusammen mit Freunden noch einmal als Omega Testamentum Orchestra auf.

## Diskografie

### Ungarischsprachige Studioalben
- 1968: Trombitás Frédi és a rettenetes emberek
- 1969: 10.000 lépés
- 1970: Éjszakai országút
- 1972: Élő Omega
- 1973: Omega 5
- 1975: Nem tudom a neved – Omega 6
- 1977: Időrabló – Omega 7
- 1978: Csillagok útján – Omega 8
- 1979: Gammapolis – Omega 9
- 1981: Az arc – Omega X
- 1982: Omega XI
- 1986: A Föld árnyékos oldalán – Omega 12
- 1987: Babylon

| Jahr | Titel                                                        | Höchstplatzierung, Gesamtwochen, AuszeichnungChartsChartplatzierungen (Jahr, Titel, Platzierungen, Wochen, Auszeichnungen, Anmerkungen) | Anmerkungen                              |
| Jahr | Titel                                                        | HU | Anmerkungen                              |
| ---- | ------------------------------------------------------------ | --- | ---------------------------------------- |
| 1995 | Trans and Dance                                              | HU20 (6 Wo.)HU |                                          |
| 1998 | Egy életre szól – Omega XV                                   | HU7 (10 Wo.)HU |                                          |
| 2001 | Tűzvihar                                                     | HU35 (7 Wo.)HU | Re-Release von Omega III                 |
| 2006 | Égi jel – Omega XVI                                          | HU1 Gold · (19 Wo.)HU |                                          |
| 2010 | Omega Rhapsody                                               | HU5 (11 Wo.)HU |                                          |
| 2012 | Omega Szimfonia es Rapszodia                                 | HU7 Gold · (16 Wo.)HU |                                          |
| 2013 | Oratórium                                                    | HU5 (15 Wo.)HU |                                          |
| 2017 | Volt Egyszer Egy Vadkelet                                    | HU3 (8 Wo.)HU | Erstveröffentlichung: 23. September 2017 |
| 2017 | Once Upon A Time In The East/Once Upon a Time In The Western | HU14 (7 Wo.)HU | zweisprachiges Album                     |
| 2020 | Testamentum                                                  | HU1 ×5Fünffachplatin · (122 Wo.)HU | Erstveröffentlichung: 26. November 2020  |

### Englischsprachige Alben
- 1973: Omega
- 1974: 200 Years After the Last War
- 1974: Omega III
- 1975: The Hall of Floaters In the Sky
- 1976: Time Robber
- 1978: Skyrover
- 1978: Gammapolis
- 1981: Working
- 1996: Transcendent

### Livealben
| Jahr | Titel                                                      | Höchstplatzierung, Gesamtwochen, AuszeichnungChartsChartplatzierungen (Jahr, Titel, Platzierungen, Wochen, Auszeichnungen, Anmerkungen) | Anmerkungen                                                                               |
| Jahr | Titel                                                      | HU | Anmerkungen                                                                               |
| ---- | ---------------------------------------------------------- | --- | ----------------------------------------------------------------------------------------- |
| 1993 | Az Omega összes koncertfelvétele                           | HU29 (4 Wo.)HU | Az Omega összes koncertfelvétele 1 und Az Omega összes koncertfelvétele 2 (jeweils 3 CDs) |
| 1994 | Népstadion 1994 Omegakoncert No. 1. Vizesblokk             | HU18 (16 Wo.)HU |                                                                                           |
| 1994 | A legnagyobb koncertsikerek                                | HU28 (4 Wo.)HU |                                                                                           |
| 1994 | Az Omega koncertek legnagyobb sikerei eredeti felvételeken | HU14 (11 Wo.)HU | Erstveröffentlichung: 16. September 1994 Charteinstieg: 2019                              |
| 1995 | Népstadion 1994 Omegakoncert No. 2. Szárazblokk            | HU25 (10 Wo.)HU |                                                                                           |
| 2004 | Napot Hoztam, Csillagot                                    | HU8 (4 Wo.)HU |                                                                                           |
| 2012 | Greatest Performances                                      | HU2 Gold · (34 Wo.)HU | Live in den 1990er und 2000er Jahren                                                      |
| 2014 | Oratórium – Adventi Koncertek                              | HU5 (13 Wo.)HU |                                                                                           |
| 2022 | Táncdalfesztivál - A fellépőket kíséri az Omega együttes   | HU2 (8 Wo.)HU | Erstveröffentlichung: 15. August 2022                                                     |

Weitere Alben
- 1979: Elő Omega – Kisstadion ’79
- 1983: Jubileumi Koncert 1983
- 1999: Népstadion 1999 (2 CDs)

### Kompilationen (Auswahl)
| Jahr | Titel                              | Höchstplatzierung, Gesamtwochen, AuszeichnungChartsChartplatzierungen (Jahr, Titel, Platzierungen, Wochen, Auszeichnungen, Anmerkungen) | Anmerkungen                           |
| Jahr | Titel                              | HU | Anmerkungen                           |
| ---- | ---------------------------------- | --- | ------------------------------------- |
| 1994 | Dream                              | HU31 (2 Wo.)HU |                                       |
| 1994 | Happy                              | HU25 (2 Wo.)HU |                                       |
| 2001 | Titanium                           | HU22 (3 Wo.)HU |                                       |
| 2011 | Kiabálj, énekelj!                  | HU14 (8 Wo.)HU |                                       |
| 2022 | Beat                               | HU1 (12 Wo.)HU | Erstveröffentlichung: 15. August 2022 |
| 2024 | Babylon/The Dark Side of the Earth | HU5 (… Wo.)HU | Erstveröffentlichung: 19. Juli 2024   |

Weitere Kompilationen
- 1977: On Tour

### Singles
| Jahr | Titel Album           | Höchstplatzierung, Gesamtwochen, AuszeichnungChartsChartplatzierungen (Jahr, Titel, Album, Platzierungen, Wochen, Auszeichnungen, Anmerkungen) | Anmerkungen |
| Jahr | Titel Album           | HU | Anmerkungen |
| --- | --------------------- | --- | ----------- |
| Folgende Lieder erschienen nicht als Single, wurden aber durch das Album zum Download und Streaming bereitgestellt und konnten somit eine Platzierung erlangen: |                       | |             |
| |                       | |             |
| 2004 | Fekete pillangó Dream | HU33 (4 Wo.)HU |             |

Weitere Singles
- 2011: Meghívás
- 2016: 56
- 2018: Gyöngyhajú lány

## Dokumentarfilm
- 1976: Die Omegas (DEFA-Kurzdokumentarfilm, Regie: Dieter Raue und Jürgen Rümmel)[7]